# Rzuców
Rzuców – wieś w Polsce położona w województwie mazowieckim, w powiecie przysuskim, w gminie Borkowice. Leży nad rzeką Jabłonicą, pośród lasów i wzgórz Garbu Gielniowskiego. Przez miejscowość przebiega droga wojewódzka nr 727. Wieś ma status sołectwa.
Wieś jest siedzibą rzymskokatolickiej parafii Wniebowzięcia Najświętszej Maryi Panny.
| SIMC    | Nazwa  | Rodzaj    |
| ------- | ------ | --------- |
| 0615581 | Wandów | część wsi |

Prywatna wieś szlachecka Wzdrzuców, położona była w drugiej połowie XVI wieku w powiecie radomskim województwa sandomierskiego. W latach 1975–1998 miejscowość administracyjnie należała do województwa radomskiego.

## Historia
Historia Rzucowa sięga XII wieku, kiedy to w rejonie przysiółka Górka – Andrzejów założona została graniczna strażnica kasztelanii żarnowskiej. Pozostałością umocnień systemu obronnego jest częściowo zniszczone grodzisko, z zachowanymi wałami, położone nad strumieniem wpadającym do rzeki Jabłonicy.
W XIV wieku istniejący tu majątek rolny należał do rodziny Czapleńców. Rodzina ta miała swój dwór na Czapleńcu. Nazwa ta przetrwała do dziś (obszar lasu obok Rzucowa). W ciągu wieków majątek rzucowski miał różnych właścicieli. W XVII wieku należał do rodziny Leszczyńskich, następnie do Odrowążów. Pod koniec XVIII wieku Rzuców znajdował się w ręku rodziny Świętosławskich.
W 1837 majątek Rzuców kupił Wojciech Krygier – pionier przemysłu metalurgicznego, który przystąpił do rozbudowy rzucowskich fabryk. Wybudował walcownię blachy, drutarnię i gwoździarnię – pierwszą w Królestwie Polskim. Jako pierwszy w Polsce zaprojektował i zbudował piece pudlarskie – zakład w Rzucowie posiadał ich pięć. W tym czasie produkowano tu 567 ton surówki i 648 żelaza rocznie. W 1856 wielki piec został przebudowany przez Andrzeja Krygiera. Walcownia w 1860 zatrudniała 133 robotników. Zakład posiadał 3 maszyny parowe i 7 kół wodnych, a roczna produkcja wynosiła ok. 1500 ton wyrobów.
Około 1864 właścicielem Rzucowa został Adam Mokiejewski, który w 1905 wybudował istniejący do dziś modrzewiowy dwór. Majątek odziedziczył jego syn Witold, twórca kompleksu stawów rybnych, zwanych sadzawkami. Witold Mokiejewski zginął w 1940 w obozie koncentracyjnym w Dachau. Po jego śmierci majątkiem zarządzała żona Wanda. W 1948 dwór i ziemię upaństwowiono. W latach 1948–1995 we dworze miał siedzibę Państwowy Dom Dziecka.
Fabryka w Rzucowie na przestrzeni lat wielokrotnie zmieniała nazwę, ale niezmiennie produkowała odlewy i maszyny rolnicze. Zawsze była głównym pracodawcą dla mieszkańców Rzucowa i okolicznych miejscowości, aż do 1994 kiedy postawiono ją w stan upadłości. Jej spadkobierczynią jest prywatna spółka o podobnym profilu produkcji, choć na mniejszą skalę.

## Interesujące obiekty
- Grodzisko z XII wieku wchodziło w skład systemu obronnego kasztelanii krzyńskiej. Gród istniał co najmniej dwa wieki. Zachowane w dość dobrym stanie wały malowniczo górują nad okolicą.

- Dwór modrzewiowy i park. Zbudowany w 1905 dwór w stylu włoskim, należy do unikatowych w Polsce zabytków architektury drewnianej. Budynek jest parterowy z mieszkalnym poddaszem i naczółkowym dachem. We wnętrzu zachowało się wiele oryginalnych elementów. Obok dworu znajduje się murowany budynek gospodarczy z piaskowca.

- Odlewnia żeliwa przełom XVIII i XIX wieku – dzieło Wojciecha Krygera polskiego metalurga, który pod nabyciu majątku ziemskiego w Rzucowie rozbudował i unowocześnił miejscowe fabryki. Jako pierwszy w Polsce zaprojektował i zbudował piece pudlingowe – zakład w Rzucowie posiadał ich pięć. W tym czasie produkowano tu 567 ton surówki i 648 żelaza rocznie.

- Mury walcowni połowa XIX wieku – jeden z obiektów kompleksu przemysłowego, wybudowany przez Wojciecha Krygera w połowie XIX wieku.

- Gucin – leśniczówka modrzewiowa oraz tzw. Pensjonat murowany – początek XX wieku – obiekty o charakterze hotelowym, wybudowane przez rodzinę Mokiejewskich.

- Szkoła podstawowa – wzniesiona została w 1901 przez Adama Mokiejewskiego – właściciela dóbr rzucowskich. Zajęcia szkolne odbywały się aż do roku 1976, kiedy został oddany do użytku budynek nowej szkoły przy ulicy Szkolnej tzw. tysiąclatki.

## Turystyka
Przez Rzuców prowadzi zielony szlak turystyczny (MZ/SW-5220z) im. ks. Jana Wiśniewskiego z Przysuchy do rezerwatu „Ciechostowice” koło Szydłowca.